# Azerspace/Africasat-1a
Azerspace (auch AzerSat-1 (aserbaidschanisch AzərSat-1) oder Africasat-1a) ist der erste aserbaidschanische Satellit. Gebaut von der Orbital Sciences Corporation wurde er am 7. Februar 2013 um 21:36 UTC von der Startrampe ELA-3 des Centre Spatial Guyanais zusammen mit Amazonas 3 von einer Ariane 5 ECA gestartet. Der Satellit bietet Übertragungskapazitäten für Fernsehen, Internet und Radio für Europa und große Teile Asiens und Afrika. Die geplante Lebensdauer beträgt 15 Jahre.

## Aufbau
Der Satellit beruht auf dem STAR-2-Satellitenbus von OSC und stellt circa fünf Kilowatt elektrische Leistung für die Nutzlast bereit. Die Energieversorgung erfolgt über Solarmodule die aus UTJ-Gallium-Arsenid-Zellen bestehen. Die Energie kann in zwei Lithium-Ionen-Akkus mit einer Kapazität von mehr als 4840 W/hr gespeichert werden. Azerspace ist dreiachsenstabilisiert. Als Antrieb dient zum Erreichen des Zielorbits ein Antriebssystem mit zwei Treibstoffen. Zum Navigieren in der Umlaufbahn dienen mit Hydrazin angetriebene Triebwerke.